# Galathea

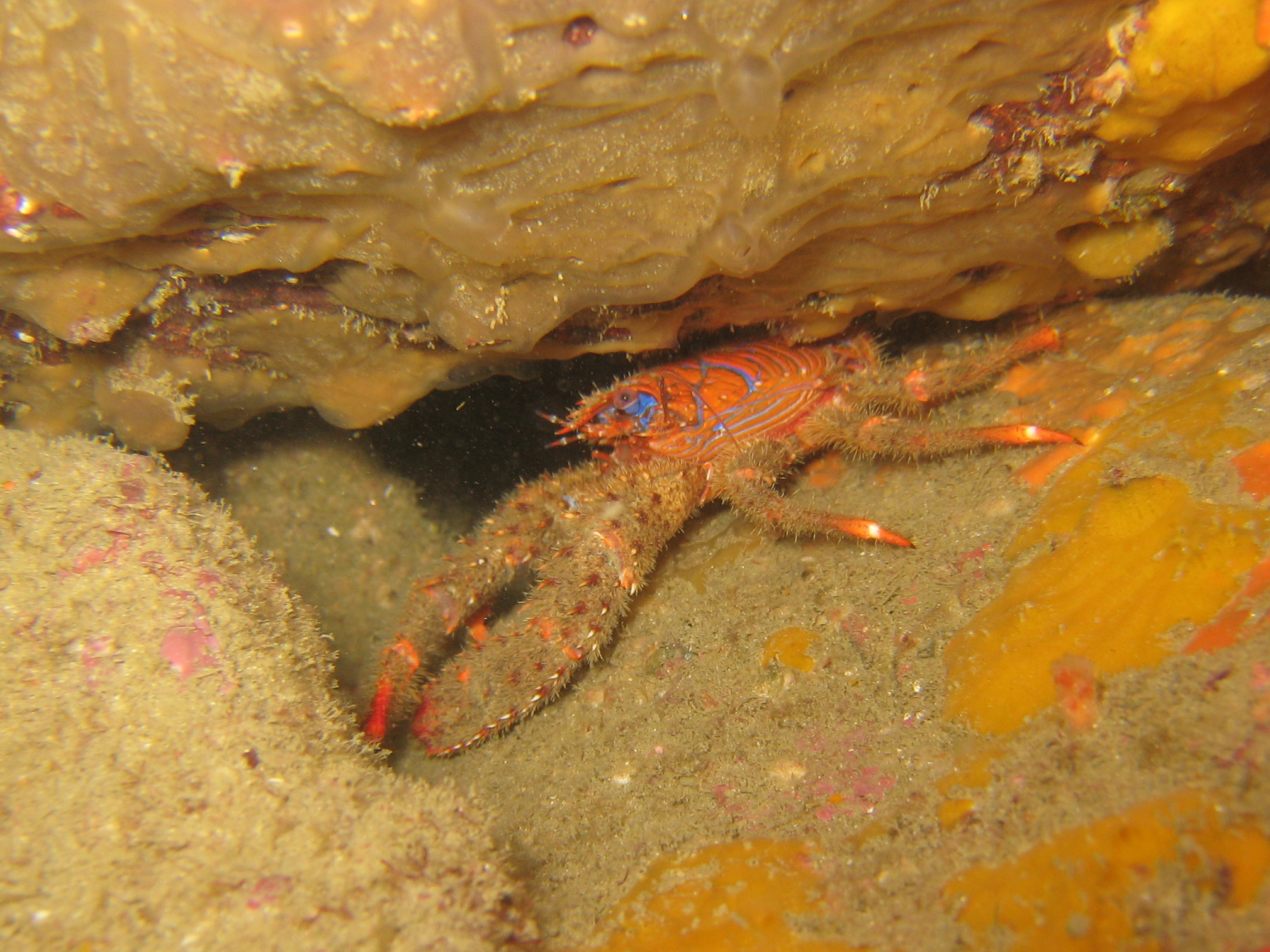
Esemplare di Galathea strigosa fotografato a Carantec

Galathea Fabricius, 1793 è un genere di crostacei decapodi appartenenti alla famiglia Galatheidae.

## Distribuzione e habitat
Sono diffusi in tutti gli oceani. A differenza delle specie del genere Munida, la maggior parte di questi crostacei sono tipici di acque poco profonde (fino a 100 m).

## Descrizione
Come gli altri galateidi, le specie del genere Galathea presentano un addome parzialmente ripiegato al di sotto del cefalotorace, che dà a questi crostacei un aspetto intermedio tra un granchio e una piccola aragosta. Sono generalmente di dimensioni ridotte e hanno una colorazione molto variabile.
Si distinguono dagli altri generi di galateidi grazie al rostro triangolare dal margine dentato (da 2 a 5 denti per lato, in genere 4) e alle creste trasversali di setae presenti sul carapace.

## Tassonomia
La specie tipo è Cancer strigosus Linnaeus, 1761; con la descrizione del genere Galathea nel 1793 da parte di Johan Christian Fabricius, questa fu riclassificata come Galathea strigosa, nome ritenuto valido oggi.
Con la revisione di Keiji Baba del 1969 furono stabiliti nuovi generi in cui furono riclassificate diverse specie precedentemente attribuite al genere Galathea. Il numero di specie riconosciute in questo genere è di nuovo aumentato notevolmente in anni recenti, con 92 specie descritte solo nel 2015.